# Ansfrid de Friuli
Ansfrid (de asemenea, Ansfrit sau Ausfrid) a fost duce longobard de Friuli în anul 694. Anterior, fusese senior al castelului din Ragogna. 
În 694, Ansfrid a atacat Friuli și l-a silit pe ducele legitim, Rodoald să caute refugiu la curtea regelui longobard, Cunincpert. În continuare, Ansfrid s-a răsculat chiar și împotriva regelui, într-o tentativă de a prelua tronul de la Pavia. El a invadat Verona, însă a fost capturat și adus în fața regelui Cunicpert, din ordinul căruia a fost orbit și exilat. În privința ducatului de Friuli, acesta a revenit fratelui lui Rodoald, Ado.